# مونیک لامورو
مونیک لامورو (انگلیسی: Monique Lamoureux؛ زادهٔ ۳ ژوئیهٔ ۱۹۸۹) بازیکن هاکی روی یخ اهل ایالات متحده آمریکا است.